# Acanthagrion kennedii
Acanthagrion kennedii – gatunek ważki z rodziny łątkowatych (Coenagrionidae). Występuje w Ameryce Południowej.